# 僕らの雨いろプロトコル
『僕らの雨いろプロトコル』（ぼくらのあめいろプロトコル）は、Quad制作による日本のテレビアニメ作品。2023年10月から12月まで、テレビ朝日系列『NUMAnimation』枠ほかにて放送された。
本作品はeスポーツを舞台に、少年少女たちの青春群像劇が描かれるオリジナル作品である。劇中では埼玉県川越市の風景が描かれている。

## 登場人物
時野谷 瞬（ときのや しゅん）
声 - 小野賢章
本作の主人公である高校2年生の少年。ハンドルネームは本名の「瞬」。
3年前に起きた事故で父を亡くし、そのときの事故で足が不自由になった妹の美桜の世話や家計の助けをすることになった。このことから、熱中していたオンラインゲームからは一旦離れたが、仲間たちの後押しから徐々にゲームに復帰し、オンラインゲームの大会にも参加して経験を積み重ねる。
家計の助けに奔走する一方、私生活に関しては無頓着な面が見られる。
三枝 悠宇（さえぐさ ゆう）
声 - 雨宮天
人気女優。「ユウ」名義で活動している。かつてのハンドルネームは「ばくれつ君」で、現在のハンドルネームは「幻影忍者（ファントムニンジャ）」。
不登校だった過去があり、瞬がゲームの中で助けたことがあり、彼には特別な気持ちを抱く。人気者で美人ではあるが、実生活ではおんぼろアパートの汚い部屋に住み、行動や発言は粗暴で残念なところが見られる。演じた役柄から護身術に長けており不法侵入者と思った瞬と暁斗を撃退したこともあった。選考の末「Team FOX ONE」メンバーとなるが、正体が芸能人であるため、狐の覆面で正体を隠している。
だが、大会に負けたら美桜と距離を取ると約束までした瞬に対して自分だけ保険を掛けていることに後ろめたさを感じ、最終戦にて覆面を外して正体を出す。マネージャーの佳子の予想通り解釈違いで離れていくファンもいたが、好意的に受け止めるファンもおり、最終的に佳子がマネージメントをするという形で、Eスポーツも仕事の一つとしてできるようになった。
稲月 望（いなつき のぞみ）
声 - 水瀬いのり
瞬の1学年上の幼馴染。瞬がアルバイトをしているeスポーツカフェ「FOX ONE」にて店⻑を務める稲月颯太の娘。ハンドルネームは「656（ムツゴロウ）」。
学校が終わった後には、「FOX ONE」の店員としてお手伝いをしている。
3年前の瞬の家族の事故や美桜に対する気持ちについても理解しており、彼の面倒を見るお姉さん的存在でもある。瞬に対する恋愛感情は無かったが、悠宇に対して次第に嫉妬心が芽生える。
時野谷 美桜（ときのや みお）
声 - 麻倉もも
瞬の妹で、3年前の事故による怪我で歩けなくなっている。
瞬がアルバイトで帰ってこないことから寂しくなり、遠くの病院にリハビリで入院すれば瞬から離れることになることから、それに抵抗を感じる。
重度のブラコンであり、のちに歩行障害が実際には兄が構ってくれないことへの寂しさからなる心因性のものであったことが明かされる。
次第に入院をするかしないかで瞬と喧嘩に発展し、「大会に勝ったら入院する、負けたら二度と会わない」と約束をしてしまう。さらにその大会で劣勢に立たされ、二度と会えなくなるという思いから、つかまり立ちに成功。そのままテレビ電話で瞬に激励を飛ばした。
その後瞬が大会で勝利したため、約束通り病院に入院しリハビリをすることとなった。
仙堂 暁斗（せんどう あきと）
声 - 木村良平
瞬の幼馴染で同級生。眼鏡をかけている。
オンラインではたびたび炎上騒ぎを起こしており、そのたびにアカウントを変えている。大会参加時のハンドルネームは「Zane」で、本人は「ゼイン」と読むつもりであったが颯太に「ザネ」で登録されてしまった。
美桜に好意を抱いている。
長嶺 流星（ながみね りゅうせい）
声 - 杉田智和
肥満体型で眼鏡をかけている20歳の男性。
ハンドルネームは「†Ψ堕天使ΦΦ翼猫姫Ψ†」で、初対面時はそのネーミングセンスと実際の風貌とのギャップにより瞬たちに二重で呆れられたが、ゲームの能力は高く、選考の末「Team FOX ONE」の一員となる。
内嶋 睦生（ないとう むつき）
声 - 松岡禎丞
強豪チーム「SLEEPING OWL（スリーピングアウル）」のメンバーで、ハンドルネームは「ROX」。
自分一人だけ生き残り、敵を全滅させる「1-0」勝ちを得意とする無敵の司令塔(IGL)。
試合前にレトルトカレーをストローで飲む癖がある。ストーカー気味な面があり、瞬の過去について調べつくした上でゲーム以外の全てを捨てるよう彼に迫るが拒否される。
佐藤 星詩流（さとう せしる）
声 - 本渡楓
「JONATHAN」が在籍していた時代の「Team FOX ONE」のファン。中でも「ユルッキ」というメンバーのファンで、脱退後に行方が分からなかったことから半ば八つ当たり的に現在の「FOX ONE」を潰そうとしていたが、望と颯太から彼がeスポーツから引退したこと、さらに妻子がいることを聞かされ意気消沈する。しかし、「FOX ONE」に押しかけてきた際に現メンバー陣に的確なアドバイスをしたことを評価されて彼らのコーチをすることになる。
小鳥遊 恵美子（たかなし えみこ）
声 - 和氣あず未
星詩流の友人。eスポーツの知識は皆無。
稲月 颯太（いなつき そうた）
声 - 新垣樽助
稲月望の父で「FOX ONE」の店⻑。彼が多額の借金を抱えていたことが物語の発端となる。時刻表マニア。借金をしていたが賞金をメンバー一人一人に配るなど金にがめついわけではない。
時野谷 聡美（ときのや さとみ）
声 - 小坂井祐莉絵
瞬と美桜の母。勉強の成績が落ちたり賭け事を嫌がる理由から瞬がゲームをすることを良く思っていない。
KAIZO
声 - 木村圭助
SLEEPING OWLのメンバーだったが、配信が炎上して選手契約を破棄された。
JONATHAN
声 - 岩澤俊樹
「Team FOX ONE」を脱退し、SLEEPING OWLに移籍した。
Riii
声 - 木村圭助
SLEEPING OWLのメンバー。
Sharon
声 - 木下鈴奈
SLEEPING OWLのメンバー。
坂上 佳子
声 - 戸松遥
悠宇のマネージャー。悠宇が元々は学業より芸能活動を優先していたにもかかわらず試合時に「学業」を理由に仕事を断っていたことから、次第に疑念を抱くようになり、遂には悠宇に試合の出場禁止を約束させるようにする。しかし、正体を晒してまで試合に出た悠宇に最終的には感化され、チームのマネージメントをやると言い出す。

## 用語
FOX ONE（フォックスワン）
瞬がアルバイトしているeスポーツカフェ。店長は稲月颯太。
XAXXERION（ザクセリオン）
劇中に登場するFPSゲーム。瞬たちが以前よりプレイしており、颯太の借金返済のためにこのゲームの大会『ザクセリオン・チャンピオンシップ』に参加することになる。

## スタッフ
- 原作 - Team KITSUNE[3]
- 製作総指揮 - 夏目公一朗[3]
- 総監督・音響監督 - 山本靖貴[3]
- 監督 - 加藤大志[3]
- ストーリー原案 - ⺎⺎[注 1][3]
- シリーズ構成 - 高山カツヒコ、山本靖貴[3]
- 脚本 - 高山カツヒコ[3]
- キャラクター原案 - ぶーた[3]
- キャラクターデザイン - 平山寛菜[3]
- メインアニメーター - 月海充
- 総作画監督 - 森前和也[3]
- プロップデザイン - 監物ケビン雄太[3]
- 色彩設計 - 山上愛子[3]
- 美術監督 - 合六弘
- 撮影監督 - 今泉秀樹[3]
- 3DCGディレクター - 富坂遼
- 2Dワークス - 村上朋輝
- 特殊効果 - 松田陵平[3]
- 編集 - 増永純一[3]
- 音楽 - 神前暁[3]、オリバー・グッド、井上馨太
- プロデュース - 藍沢亮[3]
- プロデューサー - 遠藤一樹、佐々木秀太、尾﨑穂乃香、田坂健太、外川明宏、平原誠哉、松井優子、大槻宏美、関由志子、藤原由紀子、富原大稀、小澤文啓、林義晃、前田吉輝
- アニメーションプロデューサー - 栗原堅一[3]
- アニメーション制作 - Quad[3]
- 製作 - 「ぼくあめ」製作委員会[3]

## 主題歌
「S9aiR」
SennaRinによるオープニングテーマ。作詞は茜雫凛とcAnON.、作曲・編曲は澤野弘之。
「Another Complex」
someiによるエンディングテーマ。作詞・作曲はsomei、編曲は古川貴浩。

## 各話リスト
| 話数 | サブタイトル                                 | 絵コンテ                   | 演出                | 作画監督                                                                       | 総作画監督                                                     | 初放送日       |
| ---- | -------------------------------------------- | -------------------------- | ------------------- | ------------------------------------------------------------------------------ | -------------------------------------------------------------- | -------------- |
| 01   | あきらめた未来 -Cold Reboot-                 | 山本靖貴                   | 加藤大志            | 月海充 藤田正幸 臼田美夫 宮田奈保美 桜井正明 保村成                            | 監物ケビン雄太 森前和也                                        | 2023年 10月8日 |
| 02   | 選ばれた邂逅 -Multiplexer-                   | 森田侑希                   | 木村佳嗣            | ごん 大塚多恵子 山本里織 竹内花純                                              | 保村成 監物ケビン雄太 月海充 森前和也                          | 10月15日       |
| 03   | 僕らの始まり -Astable Multivibrator-         | 臼田美夫 ばるさみこすくん  | 高山秀樹            | Kim Nanum D6                                                                   | 監物ケビン雄太 森前和也 月海充 藤田正幸                        | 10月22日       |
| 04   | 繋がる願い -3way Handshaking-                | 加藤大志                   | 加藤大志 佐久間瑞希 | 柄谷綾子 宮田奈保美 臼田美夫 佐久間瑞希 塚本龍介 保村成 花輪美幸 岩垂瑞樹 ENGI | 監物ケビン雄太 森前和也 月海充 藤田正幸 大野勉                 | 10月29日       |
| 05   | 迷わない決意 -Logic Gate-                    | ワタナベシンイチ           | 佐々木純人          | 張益 鳥海真裕 保村成 柄谷綾子 塚本龍介                                         | 監物ケビン雄太 森前和也 月海充 藤田正幸 大野勉                 | 11月5日        |
| 06   | 消えない記憶 -One Time Programmable ROM-     | 関谷真実子                 | 佐々木純人          | 藤田正幸 柄谷綾子 宮田奈保美 臼田美夫 花輪美幸 工藤公聖 張益                   | 監物ケビン雄太 森前和也 月海充 大野勉                          | 11月12日       |
| 07   | 無垢な想い -Solidstate Memory-               | ワタナベシンイチ           | 岩垂瑞樹            | 大塚多恵子 山本里織 竹内花純 関美穂乃 松井雲丹                                 | 監物ケビン雄太 森前和也 月海充 大野勉 阿部友葉                 | 11月19日       |
| 08   | ターニングポイント -Flip Flop-               | 臼田美夫                   | 伊藤和明            | 大野勉 佐々木美穂 日高真由美 三橋桜子 汤团 阿鬼 李仰灝桐                       | 監物ケビン雄太 森前和也 月海充                                 | 11月26日       |
| 09   | 崩れる萌 -Latch Up-                          | ワタナベシンイチ           | 安藤貴史            | Lee Jong man 杉本幸子 園田大勢 岩崎亮 鵜池一馬 閔賢叔 山崎梨楽 塚本龍介        | 監物ケビン雄太 森前和也 月海充 藤田正幸                        | 12月3日        |
| 10   | 譲れない望み -XOR-                           | 安藤貴史 菱川直樹 岩垂瑞樹 | 峯友則              | 藤田正幸 西川真人 江崎稔 閔賢叔 安孝貞 明光 鑫月 ワン・オーダー グレーン       | 監物ケビン雄太 月海充 藤田正幸 塚本龍介 大野勉                 | 12月10日       |
| 11   | オール・オア・ナッシングス -Schmitt Trigger- | ワタナベシンイチ           | 殿勝秀樹            | Lim Min-Ji Won Mi-na Park Aonghwa Park Soonok                                  | 監物ケビン雄太 月海充 藤田正幸 塚本龍介 大野勉 藤森蒼          | 12月17日       |
| 12   | 約束 -Protocol-                              | ワタナベシンイチ           | 佐々木純人          | 保村成 張益 李育蓁 佐々木美穂 輿石暁 熊谷小夏 花輪美幸 岩田竜治 服部憲知       | 監物ケビン雄太 月海充 藤田正幸 塚本龍介 大野勉 藤森蒼 森前和也 | 12月24日       |

## 放送局
| 放送期間                  | 放送時間                     | 放送局                                                              | 対象地域 | 備考                                              |
| ------------------------- | ---------------------------- | ------------------------------------------------------------------- | -------- | ------------------------------------------------- |
| 2023年10月8日 - 12月24日  | 日曜 1:30 - 2:00（土曜深夜） | テレビ朝日・メ〜テレ（製作参加） ほかテレビ朝日系列フルネット全24局 | 日本国内 | 字幕放送 / 『NUMAnimation』枠                     |
| 2023年10月15日 - 12月31日 | 日曜 1:00 - 1:30（土曜深夜） | BS朝日                                                              | 日本全域 | 製作参加 / BS/BS4K放送 / 字幕放送 / 『アニメA』枠 |
|                           | 日曜 1:28 - 1:58（土曜深夜） | 宮崎放送                                                            | 宮崎県   | 製作参加                                          |

| 配信開始日     | 配信時間                   | 配信サイト |
| -------------- | -------------------------- | --- |
| 2023年10月8日  | 日曜 1:30（土曜深夜） 更新 | ABEMA dアニメストア                                                                                           |
| 2023年10月11日 | 水曜 1:30（火曜深夜） 更新 | Amazon Prime Video U-NEXT アニメ放題 Lemino FOD DMM TV ニコニコチャンネル バンダイチャンネル Hulu Google Play |
|                | 水曜 12:00 更新            | HAPPY!動画 ムービーフルプラス                                                                                 |
| 2023年10月12日 | 木曜 0:00（金曜深夜） 更新 | TELASA J:COMオンデマンド milplus auスマートパスプレミアム                                                     |
| 2023年10月19日 | 木曜 12:00 更新            | ふらっと動画                                                                                                  |
| 2023年12月27日 | 水曜 1:30（火曜深夜） 更新 | ビデオマーケット music.jp カンテレドーガ                                                                      |

## BD
| 巻 | 発売日        | 収録話         | 規格品番  |
| -- | ------------- | -------------- | --------- |
| 上 | 2024年2月14日 | 第1話 - 第6話  | BSTD20837 |
| 下 | 2024年3月13日 | 第7話 - 第12話 | BSTD20838 |

## Webラジオ
麻倉もも（時野谷美桜役）による『麻倉もものラジオ・雨いろプロトコル』が、2023年10月3日から同年12月12日まで音泉にて隔週火曜日に配信された。

## ボイスドラマ
NUMAnimation YouTubeチャンネルと公式X（旧Twitter）にてボイスドラマが2023年9月22日から10月5日まで配信された。

## ミニアニメ
NUMAnimation YouTubeチャンネルと公式X（旧Twitter）にてミニアニメが2023年10月7日から12月29日まで配信された。